# Вазописец циклопа

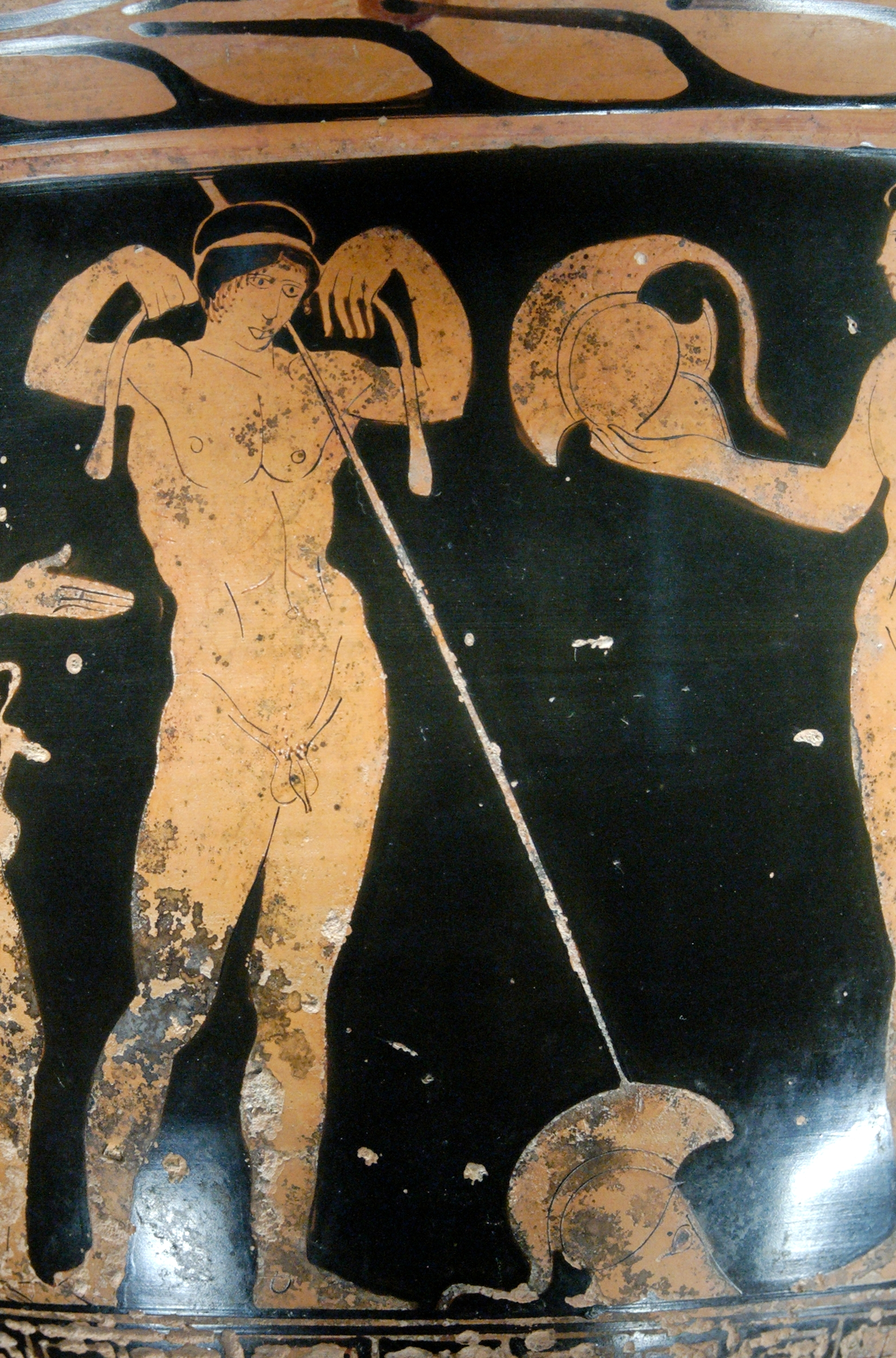
Кратер: отправка воинов, Лувр

Вазописец циклопа (англ. Cyclops Painter, нем. Kyklops-Maler) — анонимный греческий вазописец, работал в Лукании конце 5 века до н. э. в краснофигурной технике. Считается последователем вазописца Пистиччи.

## Известные работы
- именная ваза — киликс-кратер[2] с изображением мифологической темы: ослепление спящего подвыпившего циклопа Полифема Одиссеем и его воинами. Два сатира справа от основной сцены позволяют предположить, что вазописец был вдохновлен сатирической пьесой «Циклопы» Еврипида, написанной около 408 до н. э. Ваза датируется примерно 420—400 годы до н. э. Сейчас экспонируется в Британском музее, Лондон[3].
- колоколовидный кратер со сценой отправки воинов, найденный в Джинозе. Ныне хранится в Лувре, Париж.
- ойнохоя с изображением двух атлетов, чье авторство не установлено точно. Роспись её может мог быть выполнена или вазописцем циклопа, или вазописцем Пистиччи. Ныне хранится в Лувре, Париж.